# Penstemon petiolatus
Penstemon petiolatus är en grobladsväxtart som beskrevs av Townshend Stith Brandegee. Penstemon petiolatus ingår i släktet penstemoner, och familjen grobladsväxter. Inga underarter finns listade i Catalogue of Life.